# Joseph Lasies
Marie Louis Joseph Lasies, dit Joseph Lasies, né le 21 février 1862 au Houga (Gers) et mort le 23 février 1927 à Bordeaux, est un militaire et homme politique français.

## Biographie
Né dans la commune de Houga (Gers), Joseph Lasies, avec son frère Albert Lasies, est élevé par son père Justin Lasies, notaire, et par sa mère Hélène Duprat d'Argenteins. Après avoir réalisé ses études au Petit-Séminaire d'Auch, il fait son droit à Bordeaux puis, sous l'impulsion de ses parents, s'engage au 1er régiment de chasseurs d'Afrique et est reçu au bout de quatre ans aux examens de Saumur. Nommé sous-lieutenant au 3ème chasseurs en 1888 puis au 9ème chasseurs à Auch, il donne sa démission, comme lieutenant, à la mort de son père en 1890. Par la suite, il devient associé d'une maison de vins à Perpignan et se découvre un grand talent oratoire au cours d'un meeting organisé par des viticulteurs. Il racontera par ailleurs que "ce fut une guigne sans pareille, car de tout mes discours c'est le seul que j'aie jamais écrit."

### Débuts en politique

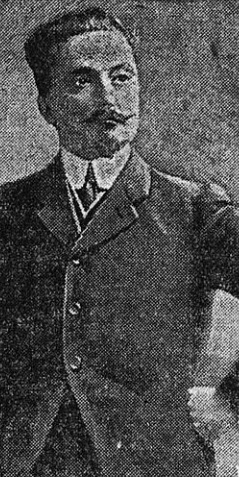
Joseph Lasies vers 1910

Élu maire de Mormès, il est révoqué par le gouvernement. Il est député du Gers de 1898 à 1910, puis député de la Seine de 1914 à 1919. Il est membre de la mission militaire française en Sibérie auprès des Armées blanches lors de la guerre civile russe.
Violemment antisémite et antidreyfusard, il siège au Groupe antijuif puis à celui de l'Action libérale, et intervient sur les sujets polémiques et les interpellations des gouvernements de gauche. Il est souvent rappelé à l'ordre pour ses interruptions. Parallèlement, il écrit de nombreux articles dans le journal antisémite d'Édouard Drumont, La Libre Parole.

## Œuvres
- La tragédie sibérienne, le drame d’Ekatérinbourg, la fin de l’amiral Koltchak, Paris, L’édition française, 1921

## Décorations
Chevalier de la Légion d'honneur (8 novembre 1915)

### Sources
- « Joseph Lasies », dans le Dictionnaire des parlementaires français (1889-1940), sous la direction de Jean Jolly, PUF, 1960 [détail de l’édition]